# Coshocton (Ohio)
Coshocton település az Amerikai Egyesült Államok Ohio államában, Coshocton megyében, melynek megyeszékhelye is. Lakosainak száma 11 050 fő (2020. április 1.).

## Népesség
A település népességének változása:

| 2010 | 11 216 |
| 2020 | 11 050 |